# Imunidade Musical
| Críticas profissionais | Críticas profissionais |
| Avaliações da crítica  | Avaliações da crítica  |
| Fonte                  | Avaliação              |
| ---------------------- | ---------------------- |
| Galeria Musical        | [ 2 ]                  |

Imunidade Musical é o sétimo álbum de estúdio da banda brasileira Charlie Brown Jr., lançado em 2005. O álbum inaugura uma nova formação: Pinguim na bateria, Heitor Gomes no baixo, e Thiago Castanho, guitarrista da formação original, que retorna à banda.
É o primeiro álbum sem os membros originais Champignon, Marcão Britto e Renato Pelado. Porém, os dois primeiros retornariam em 2011.
Também foi lançado um DVD com conteúdo relacionado ao álbum, intitulado Skate Vibration, que traz a performance da banda no Chorão Skate Park, além de imagens inéditas da banda durante a turnê do álbum.
No Brasil, o álbum vendeu mais de 100 mil cópias, sendo certificado com Disco de Ouro pela ABPD.

## Faixas
| N.º            | Título                                                              | Compositor(es)               | Duração |  |
| 1.             | "Too Fast to Live, Too Young to Die"                                | Thiago                       | 0:39    |  |
| 2.             | "No Passo a Passo"                                                  | Chorão                       | 2:27    |  |
| 3.             | "Lutar Pelo Que é Meu"                                              | Chorão, Thiago               | 3:20    |  |
| 4.             | "É Quente"                                                          | Chorão                       | 2:58    |  |
| 5.             | "Onde Não Existe a Paz, Não Existe o Amor"                          | Chorão                       | 4:07    |  |
| 6.             | "Ela Vai Voltar (Todos os Defeitos de Uma Mulher Perfeita)"         | Chorão, Thiago               | 3:07    |  |
| 7.             | "O Mundo Explodiu Lá Fora"                                          | Chorão, Thiago               | 3:00    |  |
| 8.             | "Senhor do Tempo"                                                   | Chorão, Heitor               | 3:22    |  |
| 9.             | "Liberdade Acima de Tudo"                                           | Chorão, Thiago               | 3:07    |  |
| 10.            | "Pra Não Dizer Que Não Falei das Flores"                            | Geraldo Vandré               | 5:26    |  |
| 11.            | "Abrir Seus Olhos"                                                  | Chorão, Thiago               | 1:57    |  |
| 12.            | "Green Goes" (ft. Sacramento MC's)                                  | Chorão, Thiago               | 4:39    |  |
| 13.            | "I Feel So Good Today"                                              | Chorão                       | 4:08    |  |
| 14.            | "Peso da Batida do Errado que Deu Certo"                            | Chorão                       | 2:06    |  |
| 15.            | "Aquela Paz"                                                        | Chorão, Thiago               | 2:56    |  |
| 16.            | "Cada Cabeça Falante Tem Sua Tromba de Elefante" (ft. Rappin' Hood) | Chorão, Thiago, Rappin' Hood | 4:28    |  |
| 17.            | "Onde Está o Mundo Bom? (Living in L.A.)"                           | Chorão                       | 2:23    |  |
| 18.            | "O Nosso Blues"                                                     | Chorão                       | 5:27    |  |
| 19.            | "O Futuro é um Labirinto pra Quem Não Sabe o Que Quer"              | Chorão, Thiago, Heitor       | 2:58    |  |
| 20.            | "Na Palma da Mão (O Ragga da Baixada)"                              | Chorão, Tubarão              | 5:19    |  |
| 21.            | "Skate Vibration"                                                   | Chorão                       | 2:03    |  |
| 22.            | "Criando Anticorpos"                                                | Thiago                       | 0:53    |  |
| 23.            | "Dias de Luta, Dias de Glória"                                      | Chorão, Thiago               | 2:27    |  |
| Duração total: | Duração total:                                                      | Duração total:               | 73:27   |  |

## Formação
- Chorão: vocal
- Thiago Castanho: guitarra, violão
- Pinguim: bateria
- Heitor Gomes: baixo

## Vendas e certificações
| País          | Certificação | Vendas   |
| ------------- | ------------ | -------- |
| Brasil - ABPD | Ouro         | 100,000+ |

## Prêmios e Indicações
| Ano  | Prêmio                                     | Indicação | Resultado | Ref. |
| ---- | ------------------------------------------ | --------- | --------- | ---- |
| 2006 | Prêmio Multishow de Música Brasileira 2006 | Melhor CD | Indicado  |      |